# Molophilus variistylus
Molophilus variistylus là một loài ruồi trong họ Limoniidae. Chúng phân bố ở miền Australasia.